# 1-Heptacosanol
El 1-Heptacosanol es un alcohol graso primario de 27 átomos de carbono.